# Luna Verde (caballo)
Luna Verde es un caballo de carreras pura sangre criado en Irlanda, entrenado en Australia y es propiedad de empresario australiano Lloyd Williams. Ganó la Copa de Melbourne 2012, montado por Brett Prebble y entrenado por Robert Hickmott.  El caballo era originalmente para ser montado en la Copa por Damien Oliver, pero fue eliminado por el propietario del caballo, tras ser acusado de apuestas ilegales.
Luna Verde comenzó su carrera en Inglaterra con el entrenador Harry Dunlop. Después de obtener dos lugares como caballo de dos años de edad, en 2009, ganó sus primeras tres aperturas como caballo de tres años, incluyendo una carrera de lista. Luego de Tres carreras seguidas sin obtener ubicación fue comprado por Lloyd Williams y enviado a Australia.
Primera campaña australiana de Luna Verde fue en la primavera de 2011. Saltó a la fama al ganar la Copa de Oro de Newcastle después de una carrera dura, y la altura de esa promesa salió segundo en la Copa de Caulfield. Sin embargo, él no pudo clasificarse para la Copa de Melbourne cuando fue derrotado en la competencia Lexus Stakes. En el otoño siguiente, ganó las Blamey Stakesde más de 1600m en su única campaña que, confirmando su estatus como un importante contendiente para la Copa de 2012 en Melbourne.
La campaña 2012 de Luna verde de primavera empezó bien, con una ajustada derrota en las Dato Tan Chin Nam Stakes y una victoria en las Turnbull Stakes haciendo de él uno de los favoritos tanto en la placa de Cox y la Copa de Melbourne. Sin embargo, tras un decepcionante séptimo en la Placa de Cox, sus probabilidades se fueron a la deriva en la Copa de Melbourne, eventualmente partiendo con $ 22 en la bolsa. 
En la Copa de Melbourne de noviembre de 2012, salió ganador dejando en segundo lugar a Fiorente.